# Stadion Miejski w Luboniu
Stadion Miejski – stadion piłkarski, znajdujący się na terenie Poznania. Dojazd do niego możliwy jest tylko przez miasto Luboń, część zwaną starym Luboniem, przy ul. Rzecznej 2. Obiekt mieści się w sąsiedztwie rzeki Warty i ujęcia wody pitnej dla miasta Poznania (Dębina), a mecze domowe rozgrywa na nim zespół Luboński 1943 grający w Klasie A. W 2018 roku podjęto decyzję o renowacji obiektu.

## Wybrane wydarzenia
- Dni Lubonia – cykliczna impreza kulturalno-rozrywkowa, która od kilkunastu lat (z przerwami) odbywa się na terenie stadionu
- 1993 – II runda PP: mecz gospodarzy ze Ślęzą Wrocław
- 2006 – mecz futbolu amerykańskiego, w ramach rozgrywek PLFA, pomiędzy 1. KFA Wielkopolska i The Crew Wrocław
- 2012 – rozgrywki o Puchar Polski w piłce nożnej
  - 30 maja: finał wojewódzki (Luboński KS 4:0 Centra Ostrów Wielkopolski)
  - 25 lipca: runda wstępna (Luboński KS 3:1 Nielba Wągrowiec)
  - 1 sierpnia: I runda (Luboński KS 4:2 GKS Katowice)
  - 11 sierpnia: 1/16 finału (Luboński KS 0:5 Wisła Kraków)
- 2022 – treningi Austrii Wiedeń[2] i Hapoelu Beer Szewa[3] w ramach spotkań w Lidze Konferencji Europy z Lechem Poznań.